# Manzaneda
Manzaneda is een gemeente in de Spaanse provincie Ourense in de regio Galicië met een oppervlakte van 115 km². Manzaneda telt 947 inwoners (1 januari 2016).
In de gemeente ligt de Cabeza de Manzaneda, een van de hoogste punten in Galicië met zijn 1.778 meter hoogte. Op de flanken ligt een skiresort (in het Spaans Estación de Montaña Manzaneda).
De weg naar het Estación de Montaña Manzaneda is tweemaal aankomstplaats geweest van een etappe in wielerkoers Ronde van Spanje. Het betreft een beklimming van 15,9 km aan gemiddeld 4,7%  naar een hoogte van 1.491 meter. De winnaars in Manzaneda:
- 2011: David Moncoutié
- 2024: Pablo Castrillo

Allariz · Amoeiro · A Arnoia · Avión · Baltar · Bande · Baños de Molgas · Barbadás · O Barco de Valdeorras · Beade · Beariz · Os Blancos · Boborás · A Bola · O Bolo · Calvos de Randín · Carballeda de Avia · Carballeda de Valdeorras · O Carballiño · Cartelle · Castrelo de Miño · Castrelo do Val · Castro Caldelas · Celanova · Cenlle · Chandrexa de Queixa · Coles · Cortegada · Cualedro · Entrimo · Esgos · Gomesende · A Gudiña · O Irixo · Larouco · Laza · Leiro · Lobeira · Lobios · Maceda · Manzaneda · Maside · Melón · A Merca · A Mezquita · Montederramo · Monterrei · Muíños · Nogueira de Ramuín · Oímbra · Ourense · Paderne de Allariz · Padrenda · Parada de Sil · O Pereiro de Aguiar · A Peroxa · Petín · Piñor · A Pobra de Trives · Pontedeva · Porqueira · Punxín · Quintela de Leirado · Rairiz de Veiga · Ramirás · Ribadavia · Riós · A Rúa · Rubiá · San Amaro · San Cibrao das Viñas · San Cristovo de Cea · San Xoán de Río · Sandiás · Sarreaus · Taboadela · A Teixeira · Toén · Trasmiras · A Veiga · Verea · Verín · Viana do Bolo · Vilamarín · Vilamartín de Valdeorras · Vilar de Barrio · Vilar de Santos · Vilardevós · Vilariño de Conso · Xinzo de Limia · Xunqueira de Ambía · Xunqueira de Espadanedo